# HMS H6
Pour les articles homonymes, voir H6.
Le HMS H6 est un sous-marin de la classe H de la Royal Navy qui a servi pendant la Première et la Seconde Guerre mondiale.

## Histoire
Le HMS H6 a été achevé le 10 juin 1915 et a été mis en service par la Royal Navy la même année. Cependant, son service dans la Royal Navy a été de courte durée. Le 19 janvier 1916, il s'est échoué près de l'île néerlandaise de Schiermonnikoog, après quoi il a été interné par la marine royale néerlandaise, les Pays-Bas étant une nation neutre durant la Première Guerre mondiale. Le 4 mai 1917, un accord fut conclu pour vendre le H6 aux Pays-Bas.

### Service néerlandais
La marine néerlandaise a renommé le H6 le HNLMS O 8 et l'a rééquipé, avec les connaissances acquises par le sous-marin allemand SM UC-8 interné pour les mêmes raisons. Après que le UC-8 ait été acheté à l'Allemagne, le O 8 a été équipé du périscope Zeiss du UC-8. Lors de sa maintenance en octobre 1921, le O 8 coula dans le port de Den Helder. Comme il n'a subi que des dommages mineurs, il a été réparé et a continué à être utilisé. Au cours de l'été 1925, le O 8, ainsi que les autres navires néerlandais K XI, Jacob van Heemskerck, Marten Harpertszoon Tromp, Z 3 et Z 5, ont participé à un exercice en mer Baltique.
Lors de l'attaque allemande sur les Pays-Bas au début de la Seconde Guerre mondiale, le O 8 était encore en service aux Pays-Bas. En raison de son âge, il a été décidé de le faire saborder.

### Service allemand
Après la reddition des Pays-Bas, les forces allemandes ont pu renflouer le O 8 et l'ont trouvé presque intact.
L'Allemagne a mis le O 8 en service en tant que UD-1 et l'a transféré de Den Helder à Kiel. À Kiel, il a été utilisé comme navire-école pour former les équipages des U-boots allemands. En raison de son âge, il fut désarmé le 23 novembre 1943. Le 3 mai 1945, il fut à nouveau sabordé dans le port de Kiel.

## Commandants
Royal Navy
Koninklijke Marine
Kriegsmarine
- Korvettenkapitän (Krvkpt.) Hermann Rigele de novembre 1940 à mai 1941
- Kapitänleutnant (Kptlt.) Friedrich Schäfer du mai 1941 à novembre 1941
- Korvettenkapitän (Krvkpt.) Franz Venier de novembre 1941 à décembre 1942
- Kapitänleutnant (Kptlt.) Wolfgang Ketelsen de décembre 1942 à juillet 1943
- Oberleutnant zur See (Oblt.) Friedrich Weidner de juillet 1943 à novembre 1943

## Flottilles
Royal Navy
Koninklijke Marine
Kriegsmarine
- 1. Unterseebootsflottille à Kiel de novembre 1940 à avril 1941 (navire d'entrainement)
- 3. Unterseebootsflottille à Kiel de mai 1941 à août 1941 (navire d'entrainement)
- 5. Unterseebootsflottille à Kiel de août 1941 à décembre 1941 (navire d'entrainement)
- U-Abwehrschule à Gotenhafen de décembre 1941 à juillet 1943 (navire école)
- 5. Unterseebootsflottille à Kiel de juillet 1943 à novembre 1943 (navire école)

## Palmarès
Le HMS H6, pendant son service actif sous les couleurs de trois nations, n'a ni coulé, ni endommagé de navire ennemi.